# Colletes lucasi
Colletes lucasi är en biart som beskrevs av Pérez 1895. Colletes lucasi ingår i släktet sidenbin, och familjen korttungebin. Inga underarter finns listade i Catalogue of Life.